# Meseta de Dadu
La Meseta de Dadu (en chino: 大肚台地; también conocida como Montaña de Dadu o Dadushan; 大肚山) se extiende sobre toda la ciudad de Taichung en la parte centro-occidental de la isla de Taiwán.  Se encuentra al lado de la cuenca de Taichung en el este y la costa de Taichung en el oeste, y se encuentra entre el río dajia y el río Dadu. La meseta es larga y estrecha, tiene una longitud de unos 20 km, y una anchura de aproximadamente de 5 a 7 km. La altura media es de unos 151 m, con el pico más alto teniendo una altura de 310 m.